# Pseudomussaenda angustifolia
Pseudomussaenda angustifolia är en måreväxtart som beskrevs av Georges M.D.J. Troupin och Ernest Marie Antoine Petit. Pseudomussaenda angustifolia ingår i släktet Pseudomussaenda och familjen måreväxter.
Artens utbredningsområde är Kongo-Kinshasa. Inga underarter finns listade i Catalogue of Life.